# Raoul Wallenberg

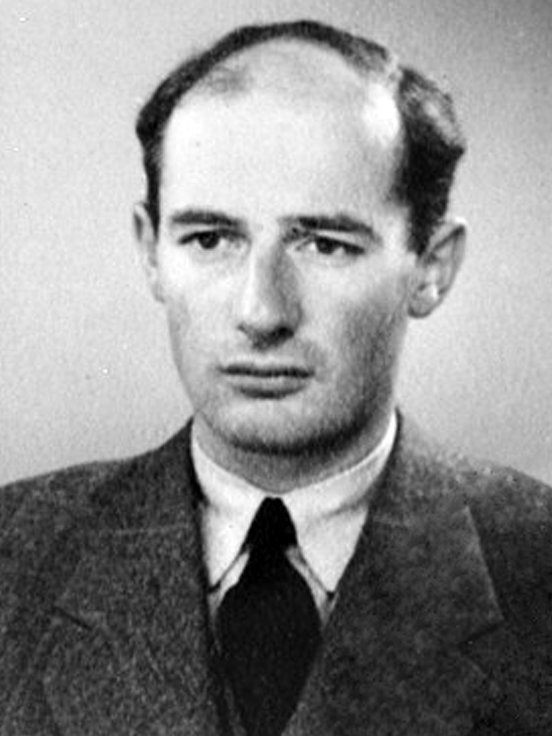
Raoul Wallenberg

Raoul Wallenberg [ˌɹɑːʊl ˈvalːənbæɹʝ] (* 4. August 1912 in Kappsta auf Lidingö bei Stockholm; Lebensspuren bis Ende Juli 1947, formell festgelegtes Todesdatum 31. Juli 1952) war ein schwedischer Diplomat. Bekanntheit erlangte er durch seinen Einsatz zur Rettung ungarischer Juden während des Holocaust im Zweiten Weltkrieg und durch seine Festnahme und Tod in sowjetischer Haft.

## Leben

### Herkunft und Familie
Raoul Wallenberg wurde in Kappsta als Sohn des Marineoffiziers Raoul Oscar Wallenberg (1888–1912) und der Maria „Maj“ Sofia Wising (1891–1979) geboren. Seine Mutter hatte auch jüdische Vorfahren. Vater Raoul Oscar Wallenberg, der der bekannten Bankiers- und Unternehmerfamilie Wallenberg angehörte, starb drei Monate vor der Geburt seines Sohnes an Krebs. Wallenbergs Großvater väterlicherseits war ebenfalls Diplomat. Sechs Jahre nach dem Tod ihres ersten Ehemannes heiratete seine Mutter erneut. Fredrik von Dardel wurde Wallenbergs Stiefvater. Aus dieser Ehe ging seine Halbschwester Nina hervor, die den Juristen Gunnar Lagergren heiratete und deren Tochter später Kofi Annan heiratete.

### Ausbildung und Beruf
1931 ging Wallenberg in die USA, um Architektur zu studieren; er schloss das Studium 1935 mit einem Bachelor-Examen an der University of Michigan ab. Er lernte auch Russisch. Nach seiner Rückkehr nach Schweden arrangierte sein Großvater eine Anstellung in Kapstadt (Südafrika) für ihn, wo er für ein schwedisches Unternehmen arbeitete, das Baumaterial verkaufte. Im gleichen Jahr wechselte er zur Niederlassung einer niederländischen Bank in Haifa, wo er sich mit einem ungarischen Juden anfreundete. 1936 kehrte er nach Schweden zurück, um bei der Central European Trading Company zu arbeiten. Dieses Unternehmen gehörte Koloman Lauer, der nicht in die von Nazideutschland besetzten oder mit ihm kollaborierenden Teile Europas reisen konnte, weshalb Wallenberg sich anbot, an seiner Stelle zu reisen.

### Holocaust

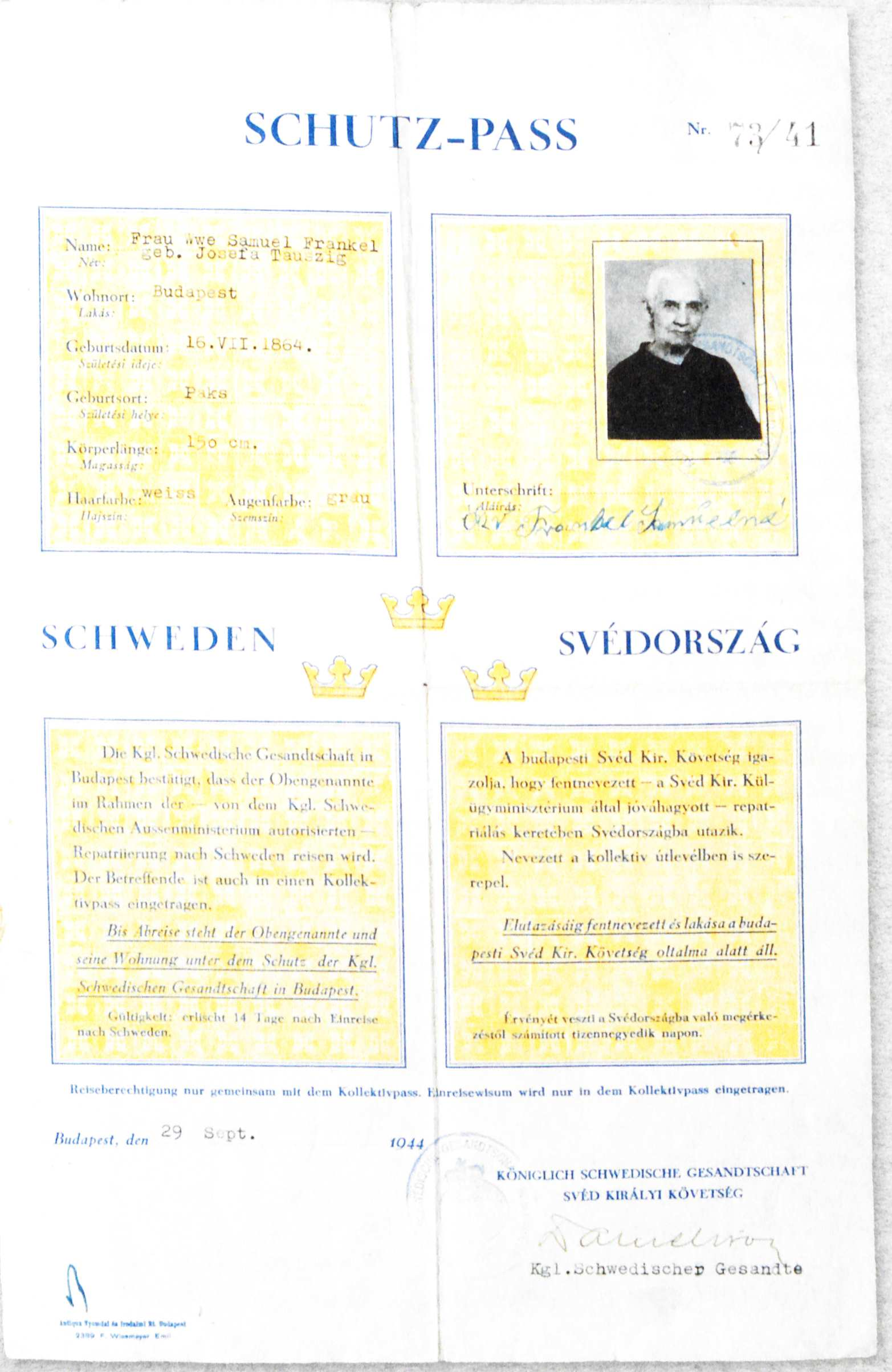
Schutzpass Raoul Wallenbergs für Josefa Frankel, 29. September 1944

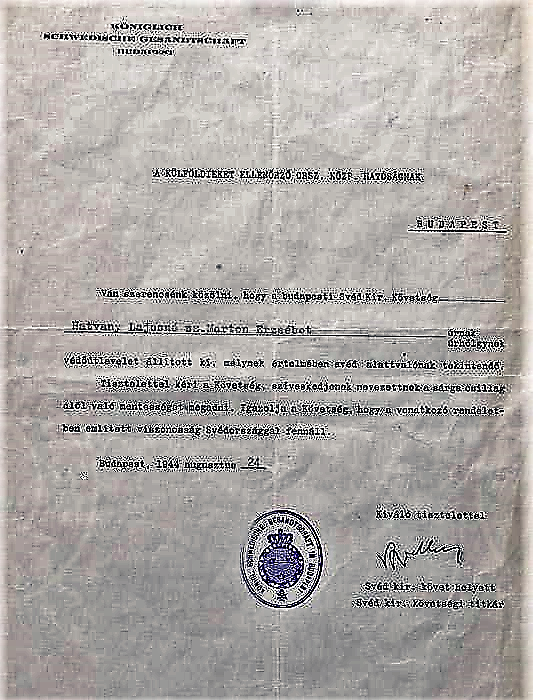
Schutzbrief mit Wallenbergs Unterschrift vom 24. August 1944

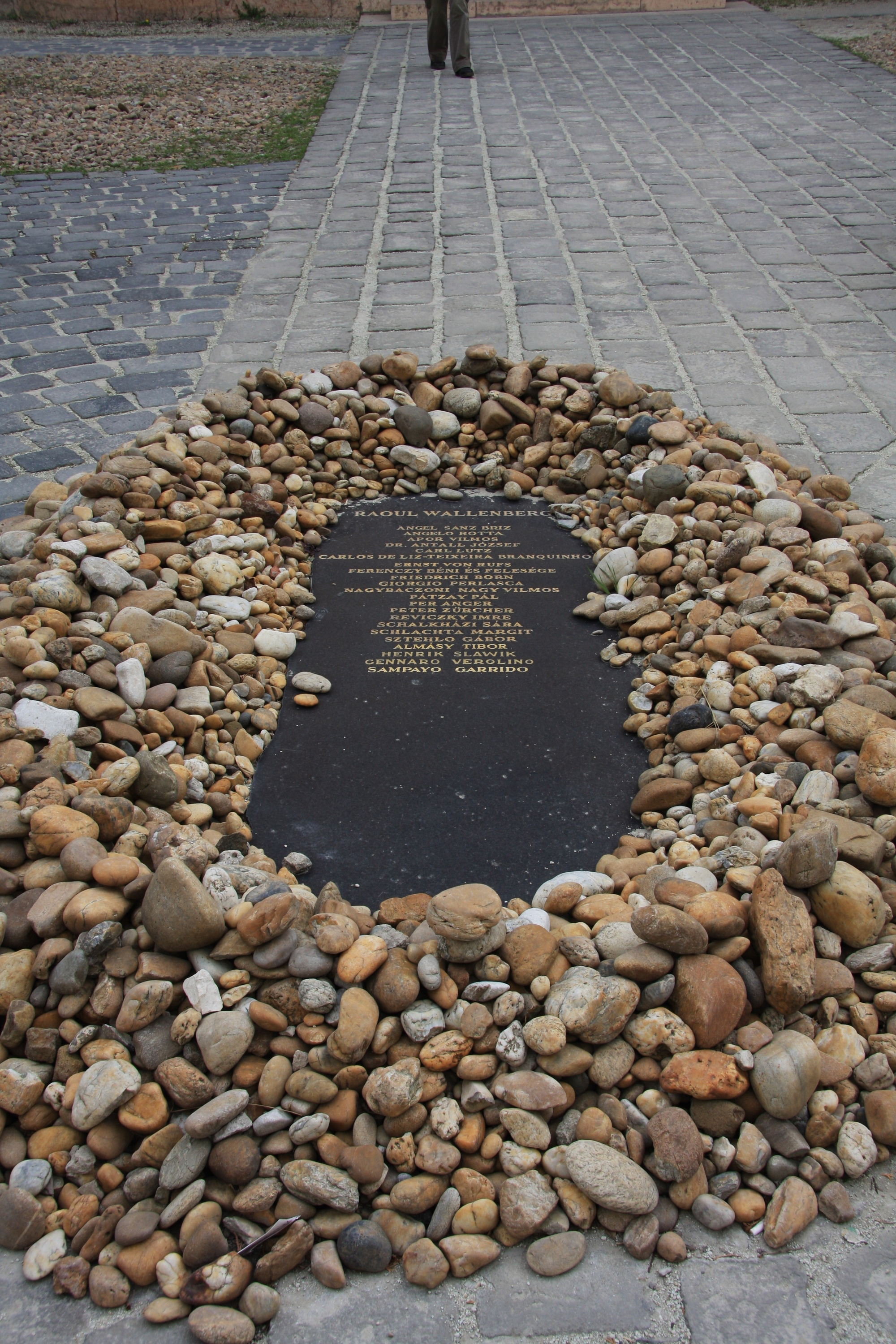
Mahnmal für Raoul Wallenberg auf dem Gelände der Großen Synagoge in Budapest

Nach der deutschen Besetzung Ungarns wurden durch das Eichmann-Kommando (unterstützt von ungarischen Kräften) zwischen dem 27. April und 11. Juli 1944 über 400.000 Juden aus der Provinz in Ghettos gesperrt und in Vernichtungslager deportiert. Durch den Einfluss seiner Familie war es Wallenberg möglich, am 9. Juli 1944 als erster Sekretär der schwedischen Gesandtschaft mit Unterstützung des US-amerikanischen War Refugee Board nach Budapest zurückzukehren, um mit Unterstützung der schwedischen Regierung Maßnahmen zur Rettung von Budapester Juden anzustreben. Seine Regierung hatte ihm eine von einem schwedischen Diplomaten in Ungarn erstellte Liste mit 800 ungarischen Personen mit Beziehungen zu Schweden mitgegeben, deren Aufnahme Schweden garantierte.
Wallenberg gab so genannte schwedische Schutzpässe aus. Diese Dokumente identifizierten die Inhaber als schwedische Staatsbürger, die ihre sichere Repatriierung erwarteten. Ähnliche Dokumente wurden auch von der Schweiz und dem Vatikan ausgestellt. Obwohl sie keine völkerrechtlich verbindliche Bedeutung hatten, wurden sie von ungarischen Behörden und deutschen Dienststellen anerkannt, wenn auch gelegentlich mit Bestechung nachgeholfen werden musste. Wallenberg organisierte gemeinsam mit dem Schweizer Gesandten Carl Lutz die Unterbringung seiner Schützlinge in über 30 Schutzhäusern, wobei er Tarnungen wie „Schwedische Bibliothek“ oder „Schwedisches Forschungsinstitut“ verwendete und die Gebäude mit schwedischen Flaggen kennzeichnete. Die schwedischen Schutzhäuser bildeten unter anderen zusammen mit denen, die auf Betreiben des spanischen Botschafters Ángel Sanz Briz geschaffen worden waren, ein internationales Ghetto um die Große Synagoge in Budapest, in dem sich etwa 30.000 Menschen befanden. Wallenberg gelang es mit anderen Diplomaten auch dank amerikanischer Dollars, die große Zahl seiner Schützlinge zu versorgen. Er richtete in jedem Haus eine Krankenstation ein und bewahrte so viele vor dem Tod. Dagegen konnte Wallenberg den mehr als 80.000 Juden, die im Budapester Ghetto zusammengepfercht waren, nur durch Lieferung von Lebensmitteln helfen. Dieses Ghetto war auf Befehl des faschistischen ungarischen Ministerpräsidenten Ferenc Szálasi im November 1944 in Budapest errichtet worden.
Adolf Eichmann drohte, obwohl dazu weder in der Lage noch befugt, den „Judenhund Wallenberg“ erschießen zu lassen. Dies führte zu einem offiziellen Protest Schwedens. Internationaler Druck auf das ungarische Staatsoberhaupt, Reichsverweser Admiral Miklós Horthy, bewirkte die zeitweilige Unterbrechung der Deportationen. Doch im Oktober 1944 wurde Horthy durch einen von den Deutschen unterstützten Putsch der Pfeilkreuzler durch Ferenc Szálasi ersetzt, nachdem Horthy einen Waffenstillstand und Ungarns Neutralität gegenüber der Sowjetunion angekündigt hatte.
Als Eichmann im November 1944 wegen mangelnder Transportkapazitäten eine große Zahl von Juden auf Todesmärschen in Richtung deutsche Grenze treiben ließ, verteilte Wallenberg Essen und fragte nach Inhabern schwedischer Schutzpässe. Durch sein entschlossenes Auftreten und durch ein Abhaken auf imaginären Listen erweckte er gezielt den Eindruck, diese Menschen besäßen schwedische Schutzpässe, die ihnen daraufhin erst handschriftlich ohne Stempel, Bild oder Autorisierung ausgestellt wurden. Auf diese Weise gelang es Wallenberg, etwa 200 der Unglücklichen auf von ihm organisierten Lastwagen nach Budapest zurückzubringen; unter ihnen war auch die Mutter des späteren israelischen Politikers Josef Lapid.
In den letzten Wochen bis zur Befreiung Budapests durch die Rote Armee Mitte Januar 1945 ermordeten Pfeilkreuzler auf grausame Weise völlig willkürlich noch zwischen 10.000 und 20.000 Ghettobewohner. Die Pfeilkreuzler verschleppten immer wieder Juden aus dem Ghetto an die Donau, wo sie sich vor ihrer Erschießung im bitterkalten Winter ausziehen mussten. Wallenberg gelang es durch sein entschiedenes Auftreten erneut, Menschen vor dem sicheren Tod zu retten, indem er behauptete, sie seien Inhaber schwedischer Schutzpässe, und erwirkte sogar die Rückgabe ihrer Kleidung. Er hatte sich dabei auch die Unterstützung einzelner ungarischer Polizisten gesichert, die gegen das terroristische Auftreten der Pfeilkreuzler eintraten.
Etwa 70.000 Juden überlebten im Budapester Ghetto. Kurz vor der Befreiung des Allgemeinen Ghettos soll dessen Vernichtung geplant gewesen sein, die schließlich noch verhindert wurde. Wallenberg soll dem deutschen General Gerhard Schmidhuber gedroht haben, ihn andernfalls als Kriegsverbrecher zur Rechenschaft ziehen zu lassen. Von den etwa 800.000 Juden, die im Zweiten Weltkrieg auf dem Gebiet Ungarns lebten, hatten nach der Befreiung durch die Rote Armee etwa 204.000 überlebt.

### Sowjetische Haft

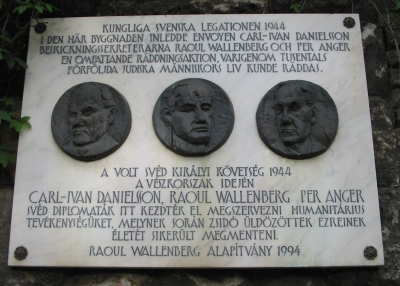
Gedenktafel für Carl-Ivan Danielsson, Raoul Wallenberg und Per Anger am Standort der früheren schwedischen Botschaft in Budapest

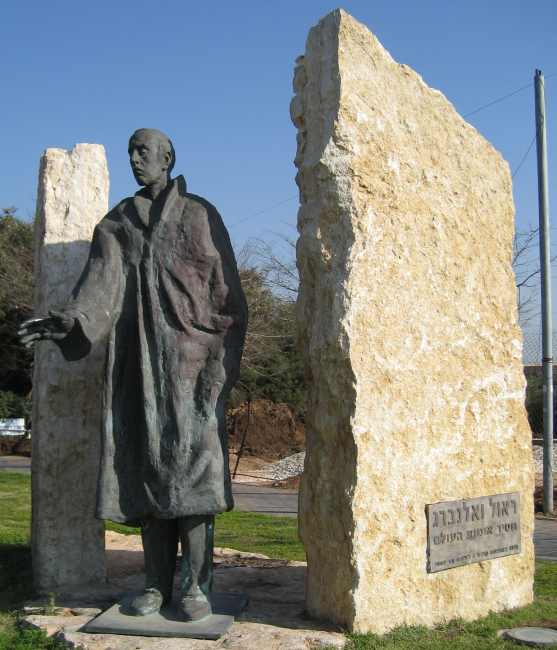
Wallenbergdenkmal in Tel Aviv

Am 12. Januar 1945 traf sich Wallenberg mit Karoly Szabo, Pal Szalai und Otto Fleischmann zum Abendessen; die drei Helfer waren die letzten unter seinen Freunden, die Wallenberg lebend sahen. Wallenberg wollte sich auch nach der Eroberung von Budapest durch die Rote Armee weiterhin für seine Schützlinge einsetzen und deshalb den sowjetischen Kommandanten treffen. Auf dem Weg nach Debrecen wurde Wallenberg jedoch nach Moskau verschleppt.
Zunächst bestätigte eine sowjetische Stelle gegenüber dem schwedischen Gesandten in Moskau, dass Wallenberg in Obhut der Roten Armee sei, was dieser sofort nach Stockholm und an die Familie Wallenberg weiterleitete. Ein Spion des NKWD in der schwedischen Gesandtschaft in Budapest, der russische Emigrant Michail Tolstoi, hatte durch seine Berichte den Eindruck erweckt, Wallenberg arbeite als amerikanischer Spion. Nach stalinistischer Lesart wurde jeder, der zufällig Kontakt zu einem Spion haben konnte, selbst als Spion angesehen. Dies traf naturgemäß auf einen Diplomaten erst recht zu, zumal Wallenberg an die amerikanischen Geldgeber seiner Rettungsaktion Berichte übermittelte. Die US-Regierung weigerte sich, zu bestätigen oder zu verneinen, dass Wallenberg ein Spion sei. Wallenbergs Halbbruder, der während des Krieges über gute Kontakte zur sowjetischen Botschaft in Stockholm verfügt hatte, scheiterte beim Versuch, sich für Raoul Wallenberg einzusetzen. Botschafterin Alexandra Kollontai hatte gute persönliche Beziehungen zu Stalin, war aber inzwischen nach Moskau zurückberufen worden.
Erst 1993 wurde der Haftbefehl bekannt. Kein Geringerer als Vize-Verteidigungsminister Bulganin hatte am 17. Januar 1945 angeordnet, dass Wallenberg nach Moskau zu bringen sei. Zusammen mit seinem Chauffeur Langfelder wurde Wallenberg in das NKWD-Gefängnis Lubjanka gebracht. Nach Aussagen von Mitgefangenen verdächtigte man Wallenberg der Spionage. Seine Herkunft aus einer schwedischen Familie der Bourgeoisie machte ihn bei Stalin und dem NKWD noch verdächtiger. Wallenberg wurde etwa zwei Jahre im Lefortowo-Gefängnis in Moskau gefangengehalten. Sein Zellennachbar war Willy Roedel. Bis Anfang 1947 ist bekannt, in welchen Zellen und Gefängnissen sich Wallenberg befand, wann und von wem er verhört wurde. Über die Zeit danach herrscht Unklarheit.
Lange Zeit leugnete die Sowjetunion, dass Wallenberg sich überhaupt in der Sowjetunion befunden hatte. Am 6. Februar 1957 behauptete die Sowjetunion nach internationalem Druck in einer Note von Außenminister Gromyko, Raoul Wallenberg sei am 17. Juli 1947 in seiner Zelle in der Lubjanka tot aufgefunden worden und vermutlich einem Herzinfarkt erlegen. Der Totenschein war vom Leiter des Krankenreviers in der Lubjanka, Smolzow, unterzeichnet und an den sowjetischen Staatssicherheitsminister Viktor Abakumow gerichtet. Es gab keine Erklärung, weshalb Wallenbergs Tod nicht bereits früher bekanntgegeben worden war. An diesem Todestag hält auch Russland weiterhin fest, ohne dafür stichhaltige Beweise vorlegen zu können.
Die schwedische Ärztin Svartz erfuhr anlässlich eines Medizinerkongresses im Januar 1961 von einem sowjetischen Kollegen, A. L. Mjasnikow, Wallenberg befinde sich in einer Nervenheilanstalt. Mjasnikow leugnete später jedoch auf höchste Anweisung, derartige Äußerungen getätigt zu haben. Carl Gustaf Svingel, Unterhändler der SPD für den „Agentenaustausch“, versuchte 1965 über den sowjetischen Unterhändler Abrassimow, der um die Freilassung eines in Schweden inhaftierten sowjetischen Spions bemüht war, seinen Freund Raoul Wallenberg freizubekommen. Dabei wurde von sowjetischer Seite bestätigt, dass Raoul Wallenberg lebt. Schweden ging jedoch darauf nicht ein.

Israel ehrte Wallenberg 1983 mit einer Briefmarke.

Die schwedische Regierung wurde für ihr Verhalten im Fall Wallenberg heftig kritisiert. Eine Reihe von Zeugen wollen Wallenberg noch 1981 in sibirischen oder russischen Lagern gesehen haben. Insassen des GULAG-Systems, die dank der Perestroika freikamen, behaupten, einen Ausländer, dessen Beschreibung auf Wallenberg passt, noch 1990 gesehen zu haben.
Der ukrainische Aktivist Josyp Terelja, der in der Sowjetunion wegen seines Nationalismus und Katholizismus eingesperrt war, schrieb eine Autobiografie, in der er äußerte, Mithäftling von Wallenberg gewesen zu sein. Er malte ihn und widmete ihm, der großen Einfluss auf ihn gehabt habe, einen bedeutenden Teil seiner Autobiografie.
Auch Sonja Sonnenfeld, die als Geschäftsführerin des Raoul-Wallenberg-Komitees in Stockholm (seit 1979) großen Anteil daran hatte, Wallenberg weltberühmt zu machen, übte schwere Kritik an der schwedischen Regierung und war überzeugt, dass er noch lange gelebt hat. Sie initiierte Rettungsaktionen für den „Engel von Budapest“, um ihn aus einem sowjetischen Schweigelager zu befreien, wo er sich nach ihren Recherchen befunden haben sollte. In ihrer Autobiografie Es begann in Berlin – Ein Leben für Gerechtigkeit und Freiheit schilderte sie auch, wie sie bei Helmut Kohl Unterstützung fand, der sich bei Michail Gorbatschow für Wallenberg einsetzte.
1989 wurden Wallenbergs Kleidung, sein Geld, sein Tagebuch und sein Pass von sowjetischer Seite der Familie Wallenberg zurückgegeben. Im Januar 2001 erklärte der schwedische Teil einer schwedisch-russischen Arbeitsgruppe, der Tod Raoul Wallenbergs sei keinesfalls erwiesen. Die russische Seite verdeutlichte, dass von sowjetischer Seite in den ersten Jahren nach Wallenbergs Gefangennahme ein Austausch Raoul Wallenbergs für möglich gehalten wurde. Die schwedische Seite habe darauf nicht reagiert. Es wurde auch spekuliert, dass Wallenberg dank seiner hervorragenden Stellung über eine große Zahl für die sowjetische Spionage wichtiger Verbindungen verfügt habe. 2010 sind neue Dokumente aufgetaucht, die ein Überleben Wallenbergs über das Jahr 1947 hinaus als „Gefangener Nr. 7“ möglich erscheinen lassen.

### Mögliche Todesursachen
Der ehemalige KGB-General Pawel Anatoljewitsch Sudoplatow widmete dem Fall Wallenberg in seiner 1994 erschienenen Autobiografie ein ganzes Kapitel. Darin behauptet er, dass die schwedische Familie Wallenberg nicht nur wichtige Rüstungsgeschäfte mit der Sowjetunion unterhalten habe, die als Verletzung der Neutralität Schwedens während des Zweiten Weltkrieges zu werten sind, sondern auch seit Anfang 1944 durch geheime Kontakte zu Vertretern der Sowjetregierung zu dem von ihr angestrebten Separatfriedensvertrag mit Finnland vom 19. September 1944 beigetragen habe. Durch die von Bulganin angeordnete Entführung von Raoul Wallenberg aus Budapest im Januar 1945 habe Stalin die Familie Wallenberg erpressen wollen, um sich deren internationale Verbindungen bei der Beschaffung von Auslandskapital für den Wiederaufbau nach dem Krieg nutzbar zu machen. Als Köder habe Stalin die Idee verbreiten lassen, auf der Halbinsel Krim und nicht in Palästina eine Heimat für das jüdische Volk errichten zu wollen. Entsprechende Gespräche habe Sudoplatow auf Anordnung durch Beria mit dem amerikanischen Botschafter Harriman geführt. Da Raoul Wallenberg eine Zusammenarbeit wohl ablehnte, habe man ihn durch eine Giftspritze in einem Gefängnistrakt der Lubjanka getötet und auf Anordnung des Ministers für Staatssicherheit, Abakumow, ohne Obduktion verbrannt, was damals eine übliche Praxis gewesen sei.
Eine absichtliche Ermordung Wallenbergs auf Befehl von Stalin zuzugeben, wäre unproblematisch, da Millionen solcher Morde bekannt sind. Dennoch behauptete ein ehemaliger KGB-Offizier im Jahr 1992, dass Wallenberg 1947 während eines Verhörs plötzlich gestorben sei, dies aber vom MGB nicht beabsichtigt gewesen sei. Wenn das stimmen sollte, bleibt immerhin offen, unter welchen Umständen und Einwirkungen dies passierte. Wegen seiner Berühmtheit und seines „Wertes“ wurde Wallenberg vermutlich keinen physischen Folterungen ausgesetzt. Dass er starkem psychischem Druck widerstehen konnte, bewies Wallenberg während seiner Mission oftmals. So erhöht sich die Wahrscheinlichkeit einer Verhörmethode, die auch damalige Analogien hat: das Brechen des Willens durch Psychopharmaka. Seit 1956 ist bekannt, dass László Rajk, ein prominentes Opfer des kommunistischen Terrors in Ungarn, seine „Geständnisse“ während des öffentlichen Schauprozesses (1949) auch unter Einwirkung von Drogen ablegte. Im Gefängnis stand er in „Behandlung“ eines zum Staatssicherheitsdienst gehörenden Psychiatrieprofessors. Die schwedische Regierung übte Mitte 1947 verstärkten internationalen Druck auf Moskau aus, nachdem sie von der Gefangenschaft Wallenbergs in der UdSSR überzeugt war. Kurz danach ordnete die oberste sowjetische Führung die schnelle „Erledigung des Falls Wallenberg“ an. Es ist möglich, dass die sowjetische Geheimpolizei deshalb das Verhör intensivieren wollte und die Dosis eines Psychomittels drastisch erhöhte, das einen „plötzlichen, unbeabsichtigten“ Tod verursachen konnte.
Eine solche Version wird auch von der Tatsache unterstützt, dass mindestens ein Dutzend ehemaliger deutscher Kriegsgefangener, die Mitinsassen Wallenbergs waren, nach ihrer Heimkehr 1956 bezeugten, dass sie am 27. Juli 1947 von NKWD-Offizieren speziell über Raoul Wallenberg befragt wurden: was sie über ihn erfuhren und mit wem sie über ihn sprachen. Sie alle wurden daraufhin in Einzelhaft isoliert. Kurz danach, am 18. August 1947, wurde die berüchtigte Wyschinski-Note verfasst, in der die Sowjetunion die Lüge verbreitete, dass sich Wallenberg niemals im Land befunden habe. Die gleichzeitigen Verhöre der Haftzeugen verstärken den Eindruck, dass die Befragungen nach einem plötzlichen und nicht vor einem planmäßig vorbereiteten Ereignis passierten. Es bezeugt das Gewicht der Zeugenaussagen von 1956 der ehemaligen deutschen Mitgefangenen Wallenbergs, dass die Sowjetunion Anfang 1957, nach zwölfjährigem hartnäckigen Lügen, die Gefangenhaltung Wallenbergs erstmals – als Verbrechen von Stalin – zugab (in der o. g. „Gromyko-Note“).
Allerdings lässt sich auch nicht ausschließen, dass das Politbüro mit dem Ausdruck „Erledigung des Falls Wallenberg“, der in ihrer Weisung von Mitte 1947 an das Ministerium für Staatssicherheit stand, die Liquidierung des Gefangenen in Auftrag gab.
Im österreichischen Nachrichtenmagazin profil vom 12. November 2012 erschien unter dem Titel Endstation Gulag ein Bericht, der die Möglichkeit aufzeigt, dass Raoul Wallenberg erst im Jahr 1950 in Workuta ums Leben gekommen ist.

### Offizielle Todeserklärung
Nachdem ein Familienmitglied im Frühjahr 2016 eine Sterbeurkunde beantragt hatte, legte die schwedische Finanzbehörde als zuständige Personenstandsbehörde im Oktober 2016 den 31. Juli 1952 offiziell als Todestag fest. Nach schwedischem Recht musste ein Datum gewählt werden, das mindestens fünf Jahre nach dem Verschwinden, also nach Juli 1947 lag. Insofern wurde der Todestag rein formal festgelegt.

## Geheimprozess 1953 in Ungarn

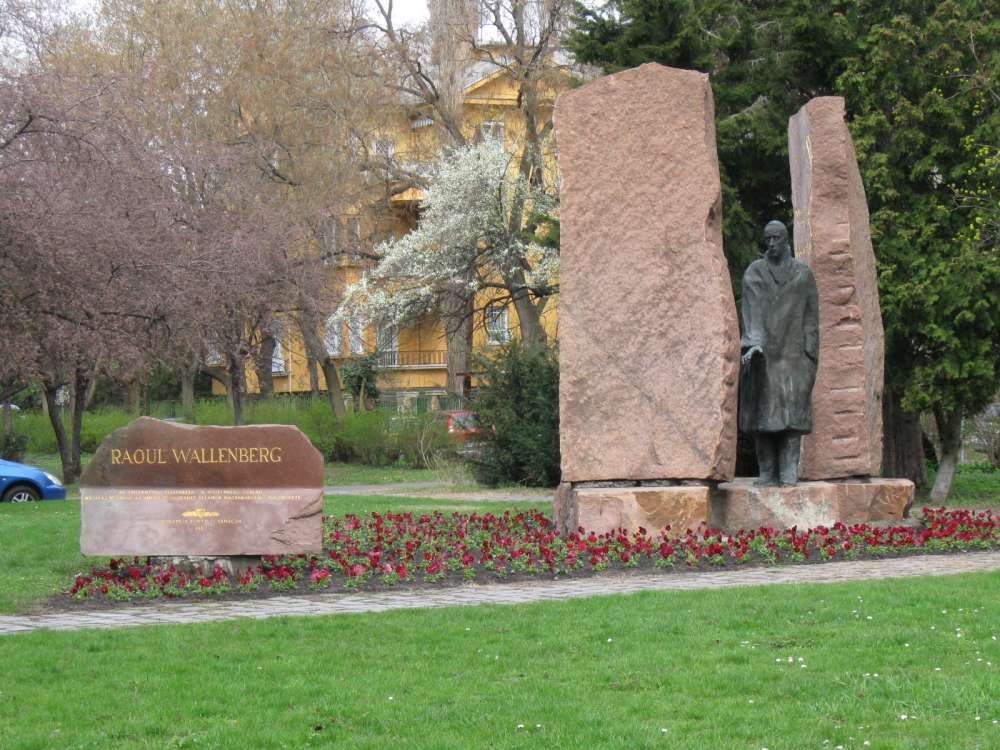
Wallenbergdenkmal in Budapest

In einem Schauprozess sollte nachgewiesen werden, dass Wallenberg im Januar 1945 nicht in die Sowjetunion verschleppt wurde. Es wurde alles für einen Prozess vorbereitet, mit „Beweisen“ für eine zionistische Verschwörung gegen Wallenberg. Drei Personen aus der Führung des Zentralrates der Juden in Budapest, László Benedek, Lajos Stöckler und Miksa Domonkos, sowie die beiden „Augenzeugen“ Pál Szalai und Károly Szabó wurden verhaftet. Károly Szabós Verhaftung am 8. April 1953 erfolgte aus einem Hinterhalt auf der Straße. Er verschwand spurlos; seine Familie erhielt sechs Monate keine Nachricht von ihm.
Wallenberg hatte am 12. Januar 1945 drei Gäste zum letzten Abendessen in Budapest, „to say goodbye“ erschienen Ottó Fleischmann, Károly Szabó und Pál Szalai in der schwedischen Botschaft in der Gyopár-Straße. Am nächsten Tag, am 13. Januar 1945, meldete sich Wallenberg bei den Russen. Ottó Fleischmann lebte nach dem Krieg in Wien; die beiden anderen Augenzeugen, Pál Szálai und Károly Szabó, wurden 1953 verhaftet.
Es war ein Geheimprozess ohne Anklage, die Akten wurden später größtenteils vernichtet. Die ungarische Journalistin und Schriftstellerin Mária Ember recherchierte Anfang der 1990er Jahre in Moskau und organisierte mehrere Veröffentlichungen sowie eine Wallenberg-Ausstellung zu den Prozessvorbereitungen in Budapest. In einer Notiz auf höchster Ebene von Ernő Gerő an Mátyás Rákosi vom 1. März 1953 wurde die „zionistische Führung“ des Zentralrates der Juden in Ungarn als „Mörder von Wallenberg“ bezeichnet.
Nach sechs Monaten Verhören und Folter waren die Gefangenen gesundheitlich zu Grunde gerichtet, psychisch verzweifelt und erschöpft. Initialisiert wurde der Schauprozess aus Moskau, anknüpfend an die Prozesse rund um die sogenannte Ärzteverschwörung. Nicht sofort nach Stalins Tod im März 1953, sondern erst nach der Ausschaltung und Liquidierung von Lawrenti Beria wurden die Vorbereitungen in Budapest abgebrochen. Die Verhafteten wurden je nach Gesundheitszustand, wegen der notwendigen „Wiederherstellung“ etwas verzögert entlassen. Miksa Domonkos starb kurz nach seiner Entlassung an den Folgen der Folter.

## Ehrungen Wallenbergs

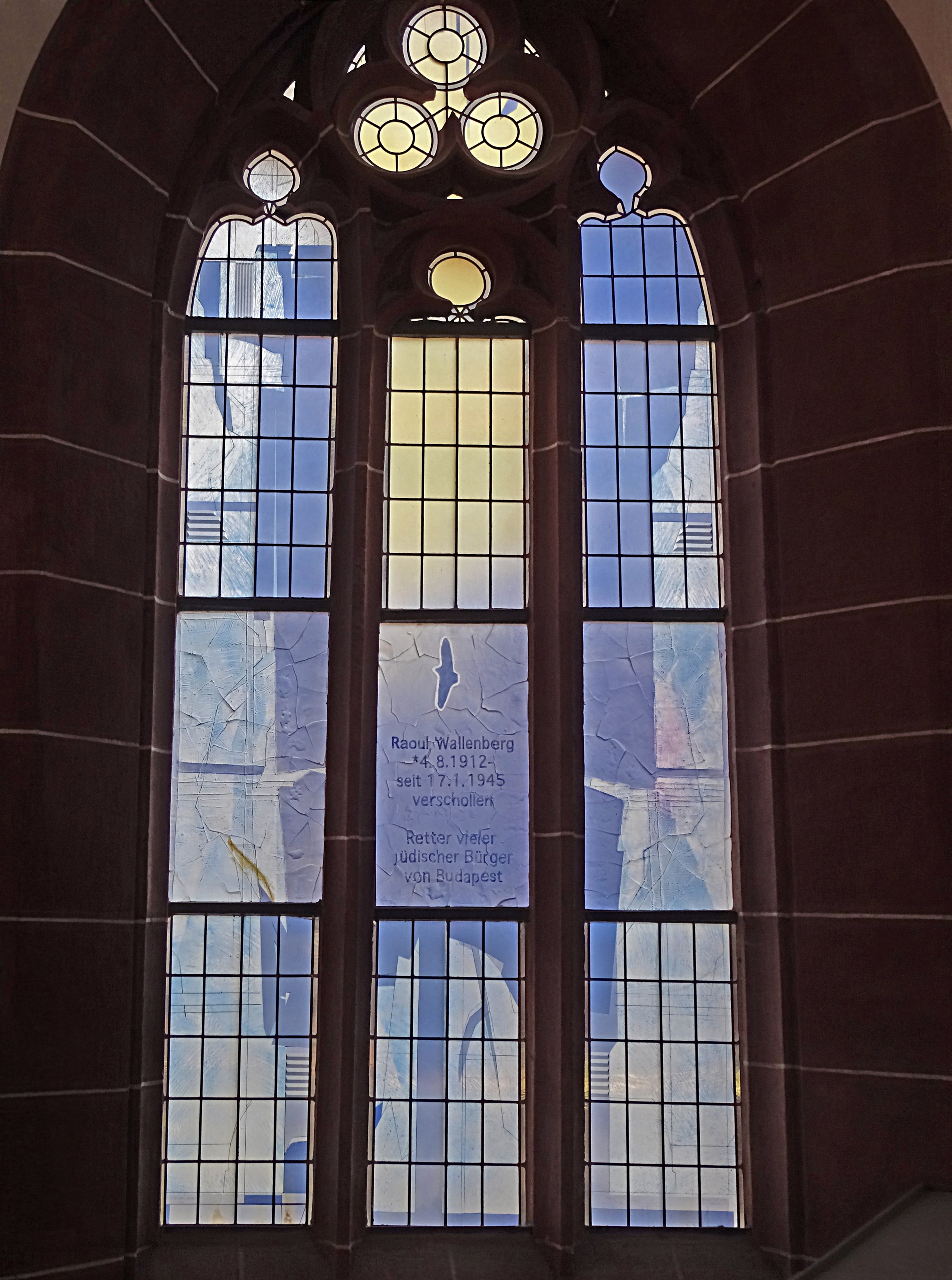
Wallenberg-Fenster in der Michaeliskirche (Erfurt)

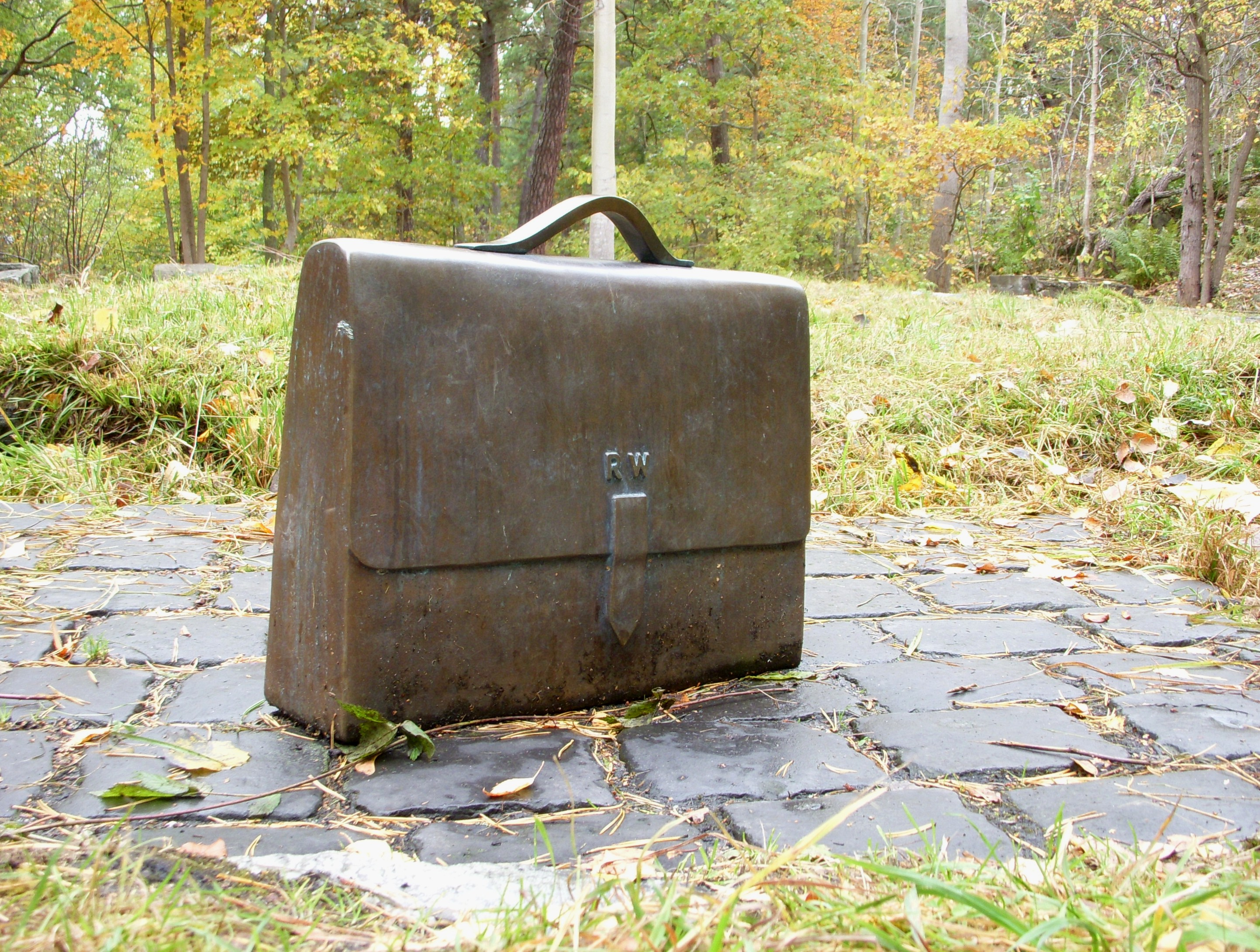
Die Aktentasche Wallenbergs in Bronze (Denkmal bei seinem Geburtshaus in Kappsta auf Lidingö)

Raoul Wallenberg wurde für seine Rettungstätigkeit u. a. vom König Gustav VI. Adolf mit der höchsten schwedischen Auszeichnung (für Zivilpersonen) „Illis quorum meruere labores“ (1952) und von der Gedenkstätte Yad Vashem als Gerechter unter den Völkern (1966) geehrt. Er wurde von Israel, den USA (1981) und Kanada sowie der ungarischen Hauptstadt Budapest zum Ehrenbürger ernannt. 1995 erhielt er postum den Europäischen Menschenrechtspreis des Europarates. An der Großen Synagoge in Budapest wurde eine Gedenktafel zu Ehren von Wallenberg angebracht. In den Berliner Ortsteilen Marzahn und Wilmersdorf sowie in Leverkusen befinden sich nach ihm benannte Straßen, ebenso im XIII. Bezirk Budapests und im 22. Bezirk Wiens. Nach der Berliner Raoul-Wallenberg-Straße ist zudem ein S-Bahnhof benannt worden. In Washington, D.C. gibt es einen Platz namens Raoul Wallenberg Place. In New York City wurde ein Park (Raoul Wallenberg Forest) nach ihm benannt. Des Weiteren benannte die juristische Fakultät der schwedischen Universität Lund ein Institut für Menschenrechte nach Wallenberg. 2009 wurde ein Asteroid nach ihm benannt: (140620) Raoulwallenberg. In Stockholm wurde zu Wallenbergs Ehren ein Denkmal errichtet. Der nach ihm benannte Raoul Wallenberg Award wird seit 1985 in den Vereinigten Staaten und der Raoul-Wallenberg-Preis des Europarates seit 2014 verliehen.
Schändung des Wallenberg-Denkmals in Budapest
Am 22. Mai 2012 wurde das Wallenberg-Denkmal, das sich im 2. Budapester Gemeindebezirk befindet, von unbekannten Tätern geschändet. Es wurde wie 2009 das Holocaust-Denkmal Schuhe am Donauufer mit Schweinefüßen verunziert.

## Filme
- 1985: Raoul Wallenberg (Wallenberg: A Hero’s Story) – Spielfilm, 195 Min., Regie: Lamont Johnson, u. a. mit Richard Chamberlain, Alice Krige, David Robb, Guy Deghy, Bibi Andersson, Stuart Wilson
- 1990: Guten Abend, Herr Wallenberg (God afton, Herr Wallenberg) – Spielfilm, Schweden, 118 Min., Regie: Kjell Grede, Produktion: Filmhuset A/S, u. a. mit Stellan Skarsgård, Katharina Thalbach und Erland Josephson
- 2004: Der Fall Raoul Wallenberg – Dokumentation, Deutschland, 88 Min., Regie: Klaus Dexel, Produktion: Bayerischer Rundfunk

## Oper
- Wallenberg, Oper in zwei Akten von Erkki-Sven Tüür, nach einem Libretto von Lutz Hübner. Uraufführung am 5. Mai 2001 an der Oper Dortmund.
- Raoul, Oper in zwei Akten von Gershon Kingsley, nach einem Libretto von Michael Kunze. Szenische Uraufführung am 21. Februar 2008 am Theater Bremen.